# Тучемпы (гмина)
Тучемпы (пол. Tuczępy) — сельская гмина (волость) в Польше, входит как административная единица в Буский повет, Свентокшиское воеводство. Население — 3931 человек (на 2004 год).

## Демография
| Перепись                       | Всего   | Всего | Женщины | Женщины | Мужчины | Мужчины |
| ------------------------------ | ------- | ----- | ------- | ------- | ------- | ------- |
| Единицы                        | человек | %     | человек | %       | человек | %       |
| Население                      | 3931    | 100   | 1954    | 49,7    | 1977    | 50,3    |
| Плотность населения (чел./км²) | 46,9    | 46,9  | 23,3    | 23,3    | 23,6    | 23,6    |

## Соседние гмины
1. Гмина Гнойно
2. Гмина Олесница
3. Гмина Рытвяны
4. Гмина Сташув
5. Гмина Стопница
6. Гмина Шидлув